# Socrates Buenaventura Villegas
Socrates Buenaventura Villegas (Manila, 28 settembre 1960) è un arcivescovo cattolico filippino, dall'8 settembre 2009 arcivescovo metropolita di Lingayen-Dagupan.

## Biografia
Il minore dei tre figli di Emiliano Villegas e Norma Buenaventura entrambi di Pateros, è nato il 28 settembre 1960.
Ha frequentato l'istruzione di base presso la scuola elementare Pateros, la scuola cattolica Pateros e il Colegio de San Juan de Letran.

### Formazione e ministero sacerdotale
Terminati gli studi scolastici, è entrato nel seminario di San Carlos a Manila, dove ha completato gli studi filosofici e teologici conseguendo un master of arts in studi teologici ed è stato ordinato sacerdote il 5 ottobre 1985 dal cardinale Jaime Lachica Sin, arcivescovo metropolita di Manila, per il quale è stato segretario personale. Dal 1989 al 1994 è stato rettore del santuario di Nostra Signora della Pace, membro del collegio dei consultori e vicario generale dell'arcidiocesi di Manila. È stato coordinatore esecutivo della commissione per la Giornata mondiale della gioventù di Manila del 1995.
È un membro professo dell'Ordine francescano secolare.

### Ministero episcopale
Il 25 luglio 2001 papa Giovanni Paolo II lo ha nominato vescovo ausiliare di Manila, assegnandogli la sede titolare di Nona.
Ha ricevuto l'ordinazione episcopale il 31 agosto successivo nella cattedrale di Manila dal cardinale Jaime Lachica Sin, co-consacranti i vescovi ausiliari di Manila Crisostomo Ayson Yalung e Jesse Eugenio Mercado.
Ha ricoperto l'incarico di coordinatore del IV Incontro Mondiale delle Famiglie che si è svolto a Manila dal 22 al 26 gennaio 2003.
Il 3 maggio 2004 papa Giovanni Paolo II lo ha nominato vescovo di Balanga. Ha preso possesso della diocesi il 3 luglio successivo.
L'8 settembre 2009 papa Benedetto XVI lo ha promosso arcivescovo metropolita di Lingayen-Dagupan; è succeduto a Oscar Valero Cruz, dimessosi per raggiunti limiti d'età. Ha ricevuto il pallio durante la celebrazione tenutasi a Roma in piazza san Pietro il 29 giugno e ha preso possesso dell'arcidiocesi il 4 novembre successivo.
Il 30 settembre 2009 è stato nominato membro del comitato di presidenza del Pontificio consiglio per la famiglia.
Ha fortemente criticato le politiche del presidente Gloria Macapagal-Arroyo, ha denunciato la corruzione nel Paese e ha persino paragonato Arroyo e suo marito all'ex presidente Ferdinand Marcos e alla moglie .
Il 27 novembre 2010 e il 20 maggio 2019 ha compiuto la visita ad limina.
Dal 17 novembre 2011 al 19 gennaio 2013 è stato amministratore apostolico della diocesi di San Fernando de La Union, durante la sede vacante venutasi a creare in seguito alla morte improvvisa di Artemio Lomboy Rillera.
Nel 2013 ha aperto il primo seminario diocesano di teologia nel nord delle Filippine chiamato Mary Help of Christians Theology Seminary che rilascia master civili in teologia e pastorale.
Dal 13 al 16 maggio 2014 ha presieduto l'Asian Conference on the Family dal tema: "Famiglie dell'Asia: luci di speranza", mentre nel mese di ottobre dello stesso anno ha partecipato alla III assemblea generale straordinaria del Sinodo dei Vescovi dal tema: "Le sfide pastorali sulla famiglia nel contesto dell’evangelizzazione".
Il 12 giugno 2015 si è unito all'Ordine dei frati predicatori.
Nella Conferenza episcopale filippina è stato presidente della commissione episcopale per la catechesi e l'istruzione cattolica, mentre è stato nominato dapprima vicepresidente dal 1º dicembre 2011 al 1º dicembre 2013 ed in seguito presidente dal 1º dicembre 2013 al 1º dicembre 2017 ed, in qualità di tale incarico, ha ringraziato papa Francesco durante il viaggio apostolico del Santo Padre nelle Filippine il 18 gennaio 2015 al termine della santa messa nel Rizal Park di Manila.
Nell'arcidiocesi di Lingayen Dagupan ha decretato la creazione di dodici nuove parrocchie e ha aperto l'arcidiocesi alla presenza missionaria di sacerdoti religiosi. È cappellano dell'Ordine di Malta e dell'Ordine Equestre del Santo Sepolcro.
Nel 2021 insieme all'arcivescovo di Nueva Segovia Mario Mendoza Peralta e all'arcivescovo di Tuguegarao Ricardo Lingan Baccay ha esortato i fedeli a resistere a quello che ha definito “un ordine pubblico omicida e corrotto”. In questo modo ha denunciato le uccisioni dilaganti di sospettati di droga, giornalisti, oppositori politici, avvocati e persino sacerdoti avvenute nei cinque anni precedenti. Per dare una risposta a questi eventi, ha chiesto azioni “non violente”, dicendo che si tratta dell'"unica resistenza moralmente accettabile”, come ad esempio assemblee pacifiche di dissenso, discussioni su questioni sociali guidate dal Vangelo o manifestazioni di onestà ed eroismo. Gli arcivescovi hanno anche criticato la risposta del governo alla pandemia di Covid-19 in atto, che ha già ucciso più di 34.000 persone nel Paese, denunciando una presunta cattiva gestione da parte del dipartimento della salute di circa 67 miliardi di fondi destinati a rispondere alla pandemia.

## Stemma e motto
Lo stemma ha avuto diversi cambiamenti dettati dalle diverse nomine ricevute. Gli elementi comuni sono stati: il simbolo mariano "M" che rappresenta la devozione e la dedizione dell'arcivescovo alla Beata Vergine Maria; il mantello azzurro della Beata Madre è la sua fonte di consolazione e di pace in tutte le sfide della sua vita. Il secondo elemento è la sagoma di san Carlo Borromeo su sfondo rosso, scelto perché è il patrono del seminario San Carlos dell'arcidiocesi di Manila, dove studiò per il sacerdozio; il rosso indica anche il colore del cardinale, riferendosi all'affetto e alla stima per l'ex arcivescovo di Manila, il cardinale Jaime Sin, del quale è stato segretario personale.
| Stemma | Descrizione | Blasonatura |
| ------ | --- | --- |
|        | Stemma adottato a seguito della nomina a vescovo ausiliare di Manila | Partito cucito: al I d'azzurro alla lettera M d'argento; al II di rosso al San Carlo Borromeo d'argento; al capo dello stesso al ramo d'ulivo posto in fascia; alla croce a tau al naturale, attraversante sulla partizione. Ornamenti esteriori da vescovo. |
|        | Stemma adottato a seguito della nomina a vescovo di Balanga, con l'aggiunta della sbarra con filo spinato che simboleggia la rivoluzione del potere popolare dell'EDSA del 1986 e del 2001, eventi storici che hanno plasmato il suo ministero pastorale e l'eroica lotta dei filippini durante la seconda guerra mondiale. Lo sfondo bianco simboleggia il coinvolgimento dell'arcivescovo per la causa della pace. Sulla prima parte invece compaiono i simboli della diocesi di Balanga, vale a dire i tre gigli, simboli di san Giuseppe, patrono della cattedrale, sullo sfondo azzurro che significa pace, giustizia e tranquillità; i tre ragazzi che leggono libri, simboleggiano il territorio di Bataan, che significa terra della gioventù. I libri letti da ciascuno sono rispettivamente contrassegnati con VIA, VERITAS e VITA, riferiti a Cristo. In alto c'è il sole dorato con le lettere IHS, che simboleggia l'Eucaristia. | Partito cucito: al I di rosso a tre figure umane di carnagione, vestite di bianco, chiomate di nero, leggenti un libro aperto legato di bruno, sulla legatura scritto il primo a destra il chrismon e a sinistra il motto "VIA" posto in palo, il secondo a destra il chrismon e a sinistra il motto "VITA" posto in palo, il terzo a destra il chrismon e a sinistra il motto "VERITAS" su tre righe, sormontati dall'ombra di sole, caricata del trigramma di Cristo di nero; al capo cucito d'azzurro, a tre gigli al naturale posti in fascia; al II tagliato cucito: al primo d'azzurro alla lettera M d'argento; al secondo di rosso al San Carlo Borromeo d'argento, alla sbarra dello stesso attraversante sul taglio, caricata del filo spinato di nero; alla croce a tau al naturale attraversante sul tutto. Ornamenti esteriori da vescovo. |
|        | Stemma adottato a seguito della nomina ad arcivescovo metropolita di Lingayen-Dagupan. L'aquila d'argento simboleggia san Giovanni Apostolo ed Evangelista, titolare della cattedrale di Dagupan. La pila ondeggiante di rosso rappresenta il Golfo di Lingayen. Il campo verde rappresenta la "ciotola di riso" delle Filippine, l'intero Pangasinan e Nueva Ecija. Le tre rose araldiche rappresentano la Madonna, il cui santuario a Manaoag è il gioiello dell'arcidiocesi. | Partito cucito: al I di verde alla pila ondeggiante cucita di rosso accompagnata da tre rose d'oro e caricata dell'aquila rivoltata spiegata d'argento, lampassata di rosso, nimbata e rostrata d'oro, armata d'argento, sormontata da una stella (4) dello stesso assinistrata; al II tagliato cucito: al primo d'azzurro alla lettera M d'argento; al secondo di rosso al San Carlo Borromeo d'argento, alla sbarra dello stesso attraversante sul taglio, caricata del filo spinato di nero; alla croce a tau al naturale attraversante sul tutto. Ornamenti esteriori da arcivescovo metropolita. |

Motto: PAX.

## Genealogia episcopale e successione apostolica
La genealogia episcopale è:
- Cardinale Scipione Rebiba
- Cardinale Giulio Antonio Santori
- Cardinale Girolamo Bernerio, O.P.
- Arcivescovo Galeazzo Sanvitale
- Cardinale Ludovico Ludovisi
- Cardinale Luigi Caetani
- Cardinale Ulderico Carpegna
- Cardinale Paluzzo Paluzzi Altieri degli Albertoni
- Papa Benedetto XIII
- Papa Benedetto XIV
- Cardinale Enrico Enriquez
- Arcivescovo Manuel Quintano Bonifaz
- Cardinale Buenaventura Córdoba Espinosa de la Cerda
- Cardinale Giuseppe Maria Doria Pamphilj
- Papa Pio VIII
- Papa Pio IX
- Cardinale Gustav Adolf von Hohenlohe-Schillingsfürst
- Arcivescovo Salvatore Magnasco
- Cardinale Gaetano Alimonda
- Cardinale Giovanni Cagliero, S.D.B.
- Arcivescovo Guglielmo Piani, S.D.B.
- Arcivescovo José Maria Cuenco
- Arcivescovo Antonio Floro Frondosa
- Cardinale Jaime Lachica Sin
- Arcivescovo Socrates Buenaventura Villegas

La successione apostolica è:
- Vescovo Narciso Villaver Abellana, M.S.C. (2013)
- Vescovo Enrique de Vera Macaraeg (2016)
- Vescovo Jose Elmer Imas Mangalinao (2016)
- Vescovo Fidelis Bautista Layog (2019)
- Vescovo Napoleon Balili Sipalay Jr., O.P. (2024)
- Vescovo Rafael Tambao-An Cruz (2024)
- Vescovo Rufino Coronel Sescon Jr. (2025)

## Opere
- Socrates Buenaventura Villegas, Jesus in my Heart: Homilies and Prayers at the Edsa Shrine, 1994, ISBN 978-9712704055.
- Socrates Buenaventura Villegas, Only Jesus Always Jesus, 1997, ISBN 978-9712703249.
- Socrates Buenaventura Villegas, Jesus our light: Reflections by the moonlight, 1997, ISBN 978-9712706332.